# 2010 FIFAワールドカップ・アジア2次予選
このページは2010 FIFAワールドカップ・アジア予選の2次予選の結果をまとめたものである。

## フォーマット
2010 FIFAワールドカップ・アジア1次予選勝利チームのランキング下位8チームがランキングに従って4つのグループに分けられ、ホーム・アンド・アウェー方式で対戦する。
勝利した4チームが2010 FIFAワールドカップ・アジア3次予選へ進出する。
| 第1戦ホームチーム | 結果   | 第2戦ホームチーム | 第1戦 | 第2戦 |
| ----------------- | ------ | ----------------- | ----- | ----- |
| 香港              | 0 - 3  | トルクメニスタン  | 0 - 0 | 0 - 3 |
| イエメン          | 1 - 2  | タイ              | 1 - 1 | 0 - 1 |
| シンガポール      | 3 - 1  | タジキスタン      | 2 - 0 | 1 - 1 |
| インドネシア      | 1 - 11 | シリア            | 1 - 4 | 0 - 7 |

## 結果
| 2007年11月10日 14:00 UTC+8 |

| 香港 | 0 – 0  | トルクメニスタン |
|      | Report |                  |

| 香港スタジアム（香港） 観客数: 2,823 主審: サレム・ムイゲフ (ヨルダン) |

| 2007年11月18日 18:00 UTC+5 |

| トルクメニスタン                                    | 3 – 0  | 香港 |
| ナシロフ 42分 · バイラモフ 53分 · ミルゾイェフ 80分 | Report |      |

| アシガバート・オリンピック・スタジアム（アシガバート） 観客数: 30,000 主審: アブドッラー・アル・ヒラリ (オマーン) |

トルクメニスタンが3–0で3次予選に進出した。
| 2007年11月9日 19:30 UTC+7 |

| インドネシア    | 1 – 4  | シリア                                                                    |
| スダルソノ 39分 | Report | イスマーイール 17分 · アッ＝ズィーノー 34分 · シャボ 43分 · ラフェ 90+3分 |

| ゲロラ・ブン・カルノ・スタジアム（ジャカルタ） 観客数: 35,000 主審: モフセン・トーキー (イラン) |

| 2007年11月18日 14:00 UTC+2 |

| シリア                                                                         | 7 – 0  | インドネシア |
| シャボ 40分, 44分, 87分 · ラフェ 60分, 72分, 90分 · アル＝フサイン 81分 (pen.) | Report |              |

| アッバーシン・スタジアム（ダマスカス） 観客数: 5,000 主審: 孫葆潔 (中国) |

シリアが11–1で3次予選に進出した。
| 2007年11月9日 19:30 UTC+8 |

| シンガポール          | 2 – 0  | タジキスタン |
| ドゥリッチ 23分, 44分 | Report |              |

| シンガポール・ナショナルスタジアム（シンガポール） 観客数: 6,606 主審: Kwon Jong Chul (韓国) |

| 2007年11月18日 13:00 UTC+5 |

| タジキスタン     | 1 – 1  | シンガポール        |
| イスマイロフ 2分 | Report | アラム・シャー 25分 |

| パミール・スタジアム（ドゥシャンベ） 観客数: 21,500 主審: マーク・シールド (オーストラリア) |

シンガポールが3–1で3次予選に進出した。
| 2007年11月9日 16:15 UTC+3 |

| イエメン        | 1 – 1  | タイ                  |
| アル＝ノノ 43分 | Report | チャイカムディー 35分 |

| アリ・ムヘセン・スタジアム（サナア） 観客数: 12,000 主審: カリル・アル・ガムディ (サウジアラビア) |

| 2007年11月18日 17:00 UTC+7 |

| タイ                  | 1 – 0  | イエメン |
| チャイカムディー 16分 | Report |          |

| スパチャラサイ国立競技場（バンコク） 観客数: 29,000 主審: 松村和彦 (日本) |

タイが2–1で3次予選に進出した。